# Peter Gilles (Politiker)
Peter Gilles (* 7. Februar 1874 in Grimlinghausen, Kr. Neuss; † 11. Juli 1968 in Grevenbroich) war ein deutscher Jurist und Kommunalpolitiker.

## Leben
Gilles kam als Sohn des Kaufmanns Heinrich Gilles und dessen Ehefrau Maria Gilles (geb. Schmitz) zur Welt. Am 11. September 1901 heiratete er in Essen Maria Petit (1879–1951).
Er besuchte das Quirinus-Gymnasium in Neuss, an dem er 1895 seine Reifeprüfung ablegte, und durchlief zwischen 1895 und 1897 eine kaufmännische Lehre. Im Anschluss war er in der Redaktion der Rheinisch-Westfälischen Zeitung tätig. Seine Ausbildung setzte er mit einem Studium der Rechts- und Staatswissenschaften an der Universität Berlin und ab 1905 an der Universität Bonn fort, an der er im Juli 1909 promoviert wurde.
Ab 1909 war er als Syndikus für den Rheinisch-Westfälischen Brauereiverband tätig. Zum 1. Mai 1912 trat er als Hilfsarbeiter beim Magistrat der Stadt Dortmund in den kommunalen Verwaltungsdienst ein, der bis zu seiner Pensionierung sein Wirkungskreis blieb. Ab 1. Mai 1913 war er Hilfsarbeiter in Herdecke, ab dem 9. Dezember 1913 Bürgermeister von Neurode (Schlesien) und ab 22. November 1918 Bürgermeister von Saarlouis.
Am 25. August 1919 übernahm Gilles, der der Deutschen Zentrumspartei angehörte, kommissarisch das Amt des Bürgermeisters in Viersen und wurde in der Wahl vom 30. Dezember 1919 darin bestätigt. Mit Wirkung vom 6. November 1929 war er Oberbürgermeister der Stadt und am 25. März 1931 erneut gewählt. Nach der Machtübernahme der Nationalsozialisten wurde er am 8. Mai 1933 beurlaubt und zum 1. Dezember 1933 in den Ruhestand versetzt.
Nach dem Zusammenbruch des Dritten Reichs setzten ihn die britischen Kontrollbehörden im März 1945 als Landrat des Landkreises Grevenbroich-Neuß ein. In diesem Amt blieb er bis 1949.
Er war seit 1931 Ehrenmitglied der katholischen Studentenverbindung K.D.St.V. Asgard Köln.

## Ehrungen
- 1952: Verdienstkreuz (Steckkreuz) der Bundesrepublik Deutschland